# DVD Verdict
DVD Verdict fue un sitio web temático judicial para revisiones de DVD. El sitio fue fundado en 1999. El editor en jefe era el actor Michael Stailey, propietario del sitio web entre 2004 y 2016, y emplearon a un gran equipo editorial de críticos cuyas críticas fueron citadas por fuentes como CBS Marketwatch, y fueron alabados por escritores como Anthony Augustine de Uptown.
DVD Verdict también tenía cuatro sitios hermanos, titulados Cinema Verdict, un sitio de revisión de películas teatrales, TV Verdict, un sitio de revisión de televisión, Pixel Verdict, un sitio de revisión de videojuegos y DVD Verdict Presents.
Las últimas críticas se publicaron en 2017. Desde entonces no se han publicado nuevas revisiones.